# Cantone di Digne-les-Bains-Ouest
Il Cantone di Digne-les-Bains-Ouest è una divisione amministrativa soppressa dell'arrondissement di Digne-les-Bains.
A seguito della riforma approvata con decreto del 24 febbraio 2014, che ha avuto attuazione dopo le elezioni dipartimentali del 2015, dal 1º aprile 2015 un comune è stato accorpato al Cantone di Riez, 5 al nuovo Cantone di Digne-les-Bains-2, 3 al nuovo Cantone di Digne-les-Bains-1 mentre il comune di Digne-les-Bains è stato risuddiviso tra questi due nuovi cantoni.

## Composizione
Comprendeva parte della città di Digne-les-Bains e 9 comuni:
- Aiglun, poi nel Cantone di Digne-les-Bains-2
- Barras, poi nel Cantone di Digne-les-Bains-2
- Le Castellard-Melan, poi nel Cantone di Digne-les-Bains-1
- Le Chaffaut-Saint-Jurson, poi nel Cantone di Riez
- Champtercier, poi nel Cantone di Digne-les-Bains-2
- Mallemoisson, poi nel Cantone di Digne-les-Bains-2
- Mirabeau, poi nel Cantone di Digne-les-Bains-2
- Hautes-Duyes, poi nel Cantone di Digne-les-Bains-1
- Thoard, poi nel Cantone di Digne-les-Bains-1